# 蘇丹10號行動
苏丹10号行动（英語：Operation Sultan 10）是两伊战争初期，伊朗伊斯兰共和国空军发起的一次空袭行动。伊朗空军出动了两个中队共6架 F-4战斗轰炸机袭击了摩苏尔附近的Al Hurriya空军基地。

## 背景
1980年10月下旬，位于德黑兰的伊朗第一战术空军基地获得情报，一些法国技术人员和数架幻影F1型战斗机已经进驻了摩苏尔附近的Al-Hurriya空军基地。伊拉克飞行员正在受训驾驶幻影F1型战斗机。伊拉克于1977年订购了一批幻影F1，现已准备运往伊拉克。
因此，伊朗空军计划在伊拉克深处发动一次行动，由F-14护航的F-4将在深入伊拉克北部300公里的摩苏尔执行攻击。

## 行动经过
这次行动代号为“苏丹10号”，这意味着只有10架战机会越过边界，战机编号为苏丹1-10。参与此次任务的共有8架F-4战斗轰炸机（编号 苏丹1-6）（2架备用）、3架F-14战斗机（编号 苏丹7-8）（1 架备用）和3架波音707空中加油机（编号 苏丹9-10）（1 架备用）。每架F-4携带12枚Mark 82炸弹。为了达成攻击的突然性，伊朗空军计划利用土耳其的领空，从北部而不是通常的东部飞入伊拉克境内，以避开摩苏尔东南的防空导弹阵地。同时，由于F-4满载了炸弹，它们必须进行空中加油，这也是少数允许F-14和波音空中加油机进入伊拉克领空的行动之一。行动将在无线电静默的情况在进行。
1980年10月29日，战机从大不里士空军基地起飞，在乌尔米耶以南会合。飞机躲在札格罗斯山脉一侧飞行，以避开伊拉克预警雷达的探测。在越过伊朗-土耳其边境前，第三号空中加油机为所有战机加满油，然后和备用的F-4和F-14返航。土耳其防空部队曾在雷达上发现机队，但未做出回应。伊朗机队飞过辛贾尔山脉进入伊拉克领空，所有战机再次加油，然后F-4朝向目标奔袭而去。两架空中加油机则继续留在代胡克平原的上空，并由两架F-14护航。
F-4攻击编队由苏丹1号Showqi少校率领，准确地轰炸了Al-Hurriah军用机场。随后F-14的雷达侦测到一队伊拉克米格-23正在向空中加油机和F-4编队之间的空域飞来。由于F-4在这次行动中满载炸弹，而未携带任何空对空导弹，Afshar上校命令苏丹7号和8号两架F-14立刻前去拦截米格-23。这两架F-14分别携带了：
- 苏丹7号：两枚AIM-54不死鸟导弹、三枚AIM-7E-4麻雀导弹、两枚AIM-9P响尾蛇导弹
- 苏丹8号：六枚AIM-7E-4麻雀导弹、两枚AIM-9P响尾蛇导弹

这两架F-14向南飞去进行拦截，伊拉克人并未注意到他们。在相距56公里处，F-14发现了4架米格-23正在成对飞行，苏丹7号试图启动电子反制系统但出现故障，苏丹8号不得不单独承担电子反制任务。在相距33公里出，苏丹7号射出第一枚AIM-54不死鸟导弹，8秒后射出第二枚不死鸟导弹。米格-23仍然沿着直线飞行，并没有注意到F-14正在接近。第一枚不死鸟导弹击中了领头的一架米格-23，几秒钟后第二枚不死鸟导弹命中了另一架米格-23。另外两架米格-23改变了航向，先向南然后向东飞行，并降低了飞行高度，他们搞不清伊朗战机是从何处发起的攻击。F-14加速追赶剩下的两架米格-23，在距离12公里时，苏丹8号试图发射AIM-7E-4麻雀导弹，然而机上的雷达引导系统出现故障。苏丹7号告知苏丹8号，要它去保护空中加油机，随后苏丹7号单独前去截击米格-23。苏丹7号利用两枚AIM-9P响尾蛇导弹击落了剩下了两架米格-23。所有战机经过再次加油后返航，无一损失。